# 60. Międzynarodowy Festiwal Filmowy w Cannes
60. Międzynarodowy Festiwal Filmowy w Cannes odbył się w dniach 16−27 maja 2007 roku. Imprezę otworzył pokaz hongkońskiego filmu Jagodowa miłość w reżyserii Wonga Kar-Waia. W konkursie głównym zaprezentowane zostały 22 filmy pochodzące z 13 różnych krajów.
Jury pod przewodnictwem brytyjskiego reżysera Stephena Frearsa przyznało nagrodę główną festiwalu, Złotą Palmę, rumuńskiemu filmowi 4 miesiące, 3 tygodnie i 2 dni w reżyserii Cristiana Mungiu. Drugą nagrodę w konkursie głównym, Grand Prix, przyznano japońskiemu obrazowi Las w żałobie w reżyserii Naomi Kawase.
Oficjalny plakat promocyjny festiwalu przedstawiał znanych filmowców (Pedro Almodóvar, Juliette Binoche, Jane Campion, Souleymane Cissé, Penélope Cruz, Gérard Depardieu, Samuel L. Jackson, Wong Kar-Wai i Bruce Willis) w obiektywie włoskiego fotografa Alexa Majoli. Galę otwarcia i zamknięcia festiwalu prowadziła niemiecka aktorka Diane Kruger.

## Członkowie jury

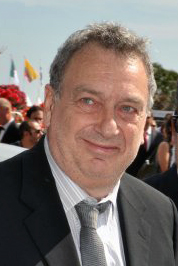
Przewodniczący jury konkursu głównego Stephen Frears.

### Konkurs główny
- Stephen Frears, brytyjski reżyser − przewodniczący jury[3]
- Marco Bellocchio, włoski reżyser
- Maggie Cheung, hongkońska aktorka
- Toni Collette, australijska aktorka
- Maria de Medeiros, portugalska aktorka
- Orhan Pamuk, turecki pisarz
- Michel Piccoli, francuski aktor
- Sarah Polley, kanadyjska aktorka
- Abderrahmane Sissako, mauretański reżyser

### Sekcja "Un Certain Regard"

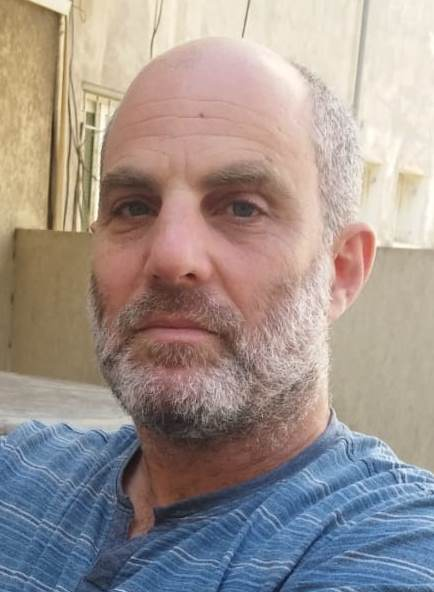
Zdobywca kilku nagród Eran Kolirin.

- Pascale Ferran, francuska reżyserka − przewodnicząca jury
- Kent Jones, amerykański scenarzysta
- Cristi Puiu, rumuński reżyser
- Bian Qin, chiński krytyk filmowy
- Jasmine Trinca, włoska aktorka

### Cinéfondation i filmy krótkometrażowe
- Jia Zhangke, chiński reżyser − przewodniczący jury
- Niki Karimi, irańska aktorka
- Jean-Marie Gustave Le Clézio, francuski pisarz
- Dominik Moll, francuski reżyser
- Deborah Nadoolman, amerykańska kostiumografka

### Złota Kamera – debiuty reżyserskie
- Pawieł Łungin, rosyjski reżyser − przewodniczący jury
- Renato Berta, szwajcarski operator filmowy
- Julie Bertuccelli, francuska reżyserka
- Clotilde Courau, francuska aktorka

## Selekcja oficjalna

### Otwarcie i zamknięcie festiwalu
|             | Tytuł           | Reżyseria    | Kraj produkcji |
| ----------- | --------------- | ------------ | -------------- |
| Otwierający | Jagodowa miłość | Wong Kar-Wai | Hongkong       |
| Zamykający  | Dni ciemności   | Denys Arcand | Kanada         |

### Konkurs główny
Następujące filmy zostały wyselekcjonowane do udziału w konkursie głównym o Złotą Palmę:
| Tytuł polski                       | Tytuł oryginalny              | Reżyseria                           | Kraj produkcji    |
| ---------------------------------- | ----------------------------- | ----------------------------------- | ----------------- |

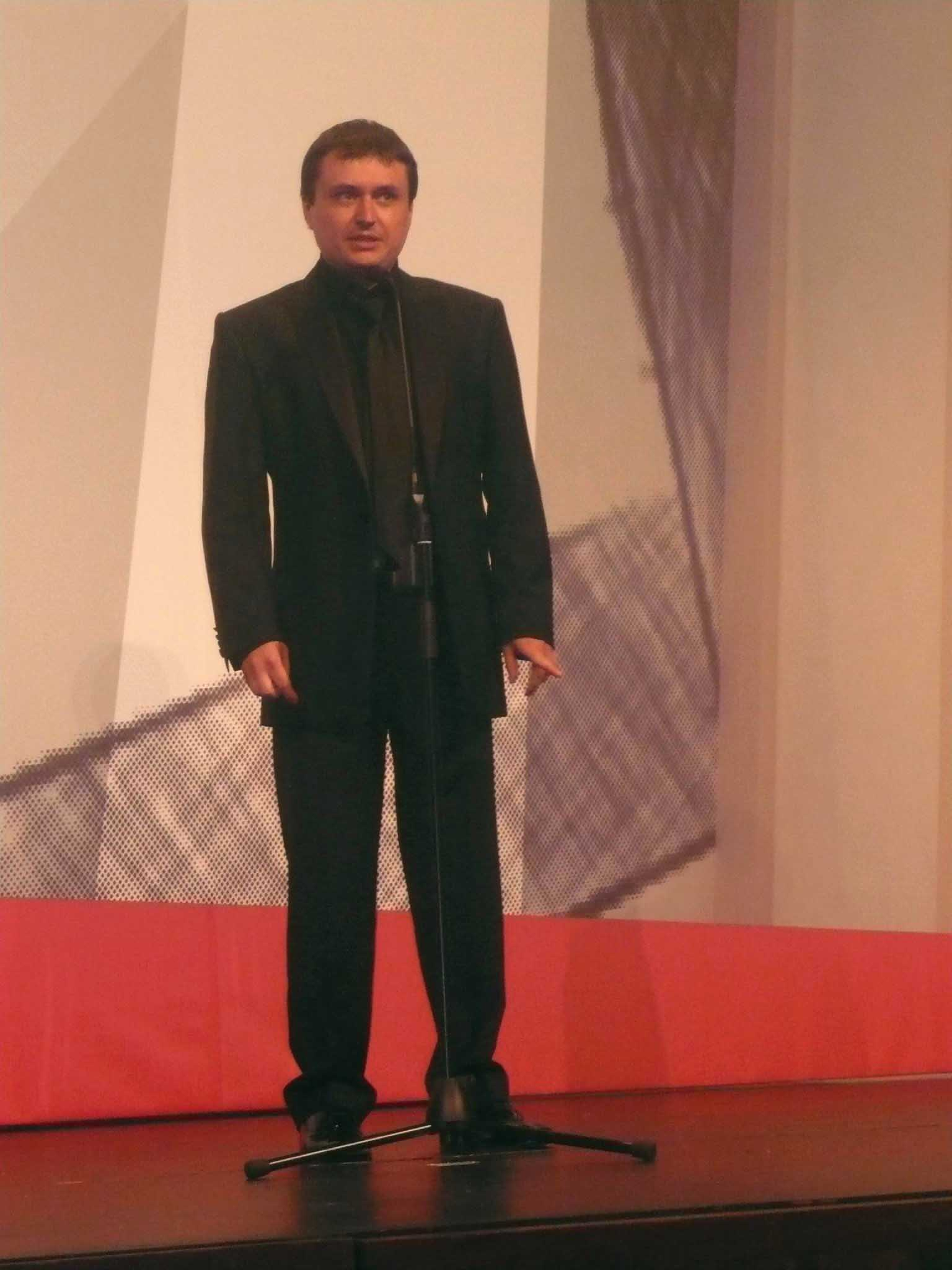
Laureat Złotej Palmy Cristian Mungiu.

| 4 miesiące, 3 tygodnie i 2 dni     | 4 luni, 3 săptămâni și 2 zile | Cristian Mungiu                     | Rumunia           |
| Aleksandra                         | Александра Aleksandra         | Aleksandr Sokurow                   | Rosja             |
| Na krawędzi nieba                  | Auf der anderen Seite         | Fatih Akın                          | Niemcy            |
| Piosenki o miłości                 | Les chansons d'amour          | Christophe Honoré                   | Francja           |
| Grindhouse: Death Proof            | Death Proof                   | Quentin Tarantino                   | Stany Zjednoczone |
| Import/Export                      | Import/Export                 | Ulrich Seidl                        | Austria           |
| Wygnanie                           | Изгнание Izgnanije            | Andriej Zwiagincew                  | Rosja             |
| Człowiek z Londynu                 | A londoni férfi               | Béla Tarr                           | Węgry             |
| Sekretne światło                   | 밀양 Milyang                  | Lee Chang-dong                      | Korea Południowa  |
| Las w żałobie                      | 殯の森 Mogari no mori         | Naomi Kawase                        | Japonia           |
| Jagodowa miłość                    | My Blueberry Nights           | Wong Kar-Wai                        | Hongkong          |
| To nie jest kraj dla starych ludzi | No Country for Old Men        | Joel i Ethan Coenowie               | Stany Zjednoczone |
| Paranoid Park                      | Paranoid Park                 | Gus Van Sant                        | Stany Zjednoczone |
| Persepolis                         | Persepolis                    | Marjane Satrapi i Vincent Paronnaud | Francja           |
| Motyl i skafander                  | Le scaphandre et le papillon  | Julian Schnabel                     | Francja           |
| Oddech                             | 숨 Soom                       | Kim Ki-duk                          | Korea Południowa  |
| Ciche światło                      | Stellet licht                 | Carlos Reygadas                     | Meksyk            |
| Tehilim                            | Tehilim                       | Raphaël Nadjari                     | Izrael            |
| Stara kochanka                     | Une vieille maîtresse         | Catherine Breillat                  | Francja           |
| Królowie nocy                      | We Own the Night              | James Gray                          | Stany Zjednoczone |
| Obiecaj mi!                        | Завет Zavet                   | Emir Kusturica                      | Serbia            |
| Zodiak                             | Zodiac                        | David Fincher                       | Stany Zjednoczone |

### Sekcja "Un Certain Regard"
Następujące filmy zostały wyświetlone na festiwalu w ramach sekcji "Un Certain Regard":
| Tytuł polski                 | Tytuł oryginalny                | Reżyseria                          | Kraj produkcji    |
| ---------------------------- | ------------------------------- | ---------------------------------- | ----------------- |
| Aktorki                      | Actrices                        | Valeria Bruni Tedeschi             | Francja           |
| A na koniec przyszli turyści | Am Ende kommen Touristen        | Robert Thalheim                    | Niemcy            |
| Adwokat terroru              | L'avocat de la terreur          | Barbet Schroeder                   | Francja           |
| Papieska toaleta             | El baño del Papa                | César Charlone i Enrique Fernández | Urugwaj           |
| Przyjeżdża orkiestra         | ביקור התזמורת Bikur Ha-Tizmoret | Eran Kolirin                       | Izrael            |
| California Dreamin'          | California Dreamin'             | Cristian Nemescu                   | Rumunia           |
| Ulica Santa Fe               | Calle Santa Fe                  | Carmen Castillo                    | Chile             |
| Do ciebie, człowieku         | Du levande                      | Roy Andersson                      | Szwecja           |
| Z kim do łóżka?              | Et toi, t'es sur qui?           | Lola Doillon                       | Francja           |
| Fabryka przyjemności         | 快乐工厂 Kuaile gongchang       | Ekachai Uekrongtham                | Singapur          |
| Magnus                       | Magnus                          | Kadri Kõusaar                      | Estonia           |
| Przeklęta góra               | 盲山 Mang shan                  | Li Yang                            | Chiny             |
| Mój brat jest jedynakiem     | Mio fratello è figlio unico     | Daniele Luchetti                   | Włochy            |
| Pan Samotny                  | Mister Lonely                   | Harmony Korine                     | Stany Zjednoczone |
| Munyurangabo                 | Munyurangabo                    | Lee Isaac Chung                    | Rwanda            |
| Lilie wodne                  | Naissance des pieuvres          | Céline Sciamma                     | Francja           |
| Zabłąkana narzeczona         | Una novia errante               | Ana Katz                           | Argentyna         |
| Samotność                    | La soledad                      | Jaime Rosales                      | Hiszpania         |
| Podróż czerwonego balonika   | Le voyage du ballon rouge       | Hou Hsiao-hsien                    | Francja           |
| Nocny pociąg                 | 夜車 Ye che                     | Diao Yinan                         | Chiny             |

### Pokazy pozakonkursowe
Następujące filmy zostały wyświetlone na festiwalu w ramach pokazów pozakonkursowych:
| Tytuł polski     | Tytuł oryginalny    | Reżyseria | Kraj produkcji    |
| ---------------- | ------------------- | --- | ----------------- |
| Dni ciemności    | L'âge des ténèbres  | Denys Arcand | Kanada            |
| Przejście        | Boarding Gate       | Olivier Assayas | Francja           |
| Kocham kino      | Chacun son cinéma   | Teo Angelopoulos, Olivier Assayas, Bille August, Jane Campion, Youssef Chahine, Chen Kaige, Michael Cimino, Joel i Ethan Coenowie, David Cronenberg, Jean-Pierre i Luc Dardenne, Manoel de Oliveira, Raymond Depardon, Atom Egoyan, Amos Gitaj, Alejandro González Iñárritu, Hou Hsiao-hsien, Aki Kaurismäki, Abbas Kiarostami, Takeshi Kitano, Andriej Konczałowski, Claude Lelouch, Ken Loach, David Lynch, Nanni Moretti, Roman Polański, Raúl Ruiz, Walter Salles, Elia Suleiman, Tsai Ming-liang, Gus Van Sant, Lars von Trier, Wim Wenders, Wong Kar-Wai i Zhang Yimou | Francja           |
| Go Go Tales      | Go Go Tales         | Abel Ferrara | Stany Zjednoczone |
| Cena odwagi      | A Mighty Heart      | Michael Winterbottom | Stany Zjednoczone |
| Ocean’s Thirteen | Ocean's Thirteen    | Steven Soderbergh | Stany Zjednoczone |
| Chorować w USA   | Sicko               | Michael Moore | Stany Zjednoczone |
| Trójkąt          | 铁三角 Tiet sam gok | Ringo Lam, Johnnie To i Tsui Hark | Hongkong          |
| U2 3D            | U2 3D               | Catherine Owens i Mark Pellington | Stany Zjednoczone |

### Pokazy specjalne
Następujące filmy zostały wyświetlone na festiwalu w ramach pokazów specjalnych:
| Tytuł polski                           | Tytuł oryginalny                              | Reżyseria                     | Kraj produkcji    |
| -------------------------------------- | --------------------------------------------- | ----------------------------- | ----------------- |
| Za pięć dwunasta                       | The 11th Hour                                 | Nadia Conners i Leila Conners | Stany Zjednoczone |
| Pudełka                                | Boxes                                         | Jane Birkin                   | Francja           |
| Bunt. Sprawa Litwinienki               | Бунт: Дело Литвиненко Bunt: Dieło Litwinienko | Andriej Niekrasow             | Rosja             |
| Lato '62                               | Cartouches gauloises                          | Mehdi Charef                  | Francja           |
| Sto gwoździ                            | Centochiodi                                   | Ermanno Olmi                  | Włochy            |
| Zadanie specjalne (wersja reżyserska)  | Cruising                                      | William Friedkin              | Stany Zjednoczone |
| Fengming - Pamiętnik chińskiej kobiety | 和凤鸣 He Fengming                            | Wang Bing                     | Chiny             |
| Powrót do Normandii                    | Retour en Normandie                           | Nicolas Philibert             | Francja           |
| Czytadło                               | Roman de gare                                 | Claude Lelouch                | Francja           |
| Ulzhan – zapomniane światło            | Ulzhan                                        | Volker Schlöndorff            | Niemcy            |
| Wojna (miniserial)                     | The War                                       | Ken Burns i Lynn Novick       | Stany Zjednoczone |
| Młoda Yakuza                           | Young Yakuza                                  | Jean-Pierre Limosin           | Francja           |

## Laureaci nagród

### Konkurs główny
Złota Palma
- 4 miesiące, 3 tygodnie i 2 dni, reż. Cristian Mungiu

Grand Prix
- Las w żałobie, reż. Naomi Kawase

Nagroda Jury
- Ciche światło, reż. Carlos Reygadas
- Persepolis, reż. Marjane Satrapi i Vincent Paronnaud

Najlepsza reżyseria
- Julian Schnabel − Motyl i skafander

Najlepsza aktorka
- Jeon Do-yeon − Sekretne światło

Najlepszy aktor
- Konstantin Ławronienko − Wygnanie

Najlepszy scenariusz
- Fatih Akın − Na krawędzi nieba

Nagroda Specjalna z okazji 60-lecia festiwalu
- Paranoid Park, reż. Gus Van Sant

### Sekcja "Un Certain Regard"
Nagroda Główna
- California Dreamin', reż. Cristian Nemescu

Nagroda Specjalna Jury
- Aktorki, reż. Valeria Bruni Tedeschi

Nagroda Coup de Cœur
- Przyjeżdża orkiestra, reż. Eran Kolirin

### Konkurs filmów krótkometrażowych
Złota Palma dla najlepszego filmu krótkometrażowego
- Ver llover, reż. Elisa Miller

Wyróżnienie Specjalne
- Ah ma, reż. Anthony Chen
- Run, reż. Mark Albiston

Nagroda Cinéfondation dla najlepszej etiudy studenckiej
- I miejsce:  Wszyscy wydają się być szczęśliwi, reż. Gonzalo Tobal
- II miejsce:  Ru dao, reż. Chen Tao
- III miejsce:  Minus, reż. Pavle Vučković

### Wybrane pozostałe nagrody

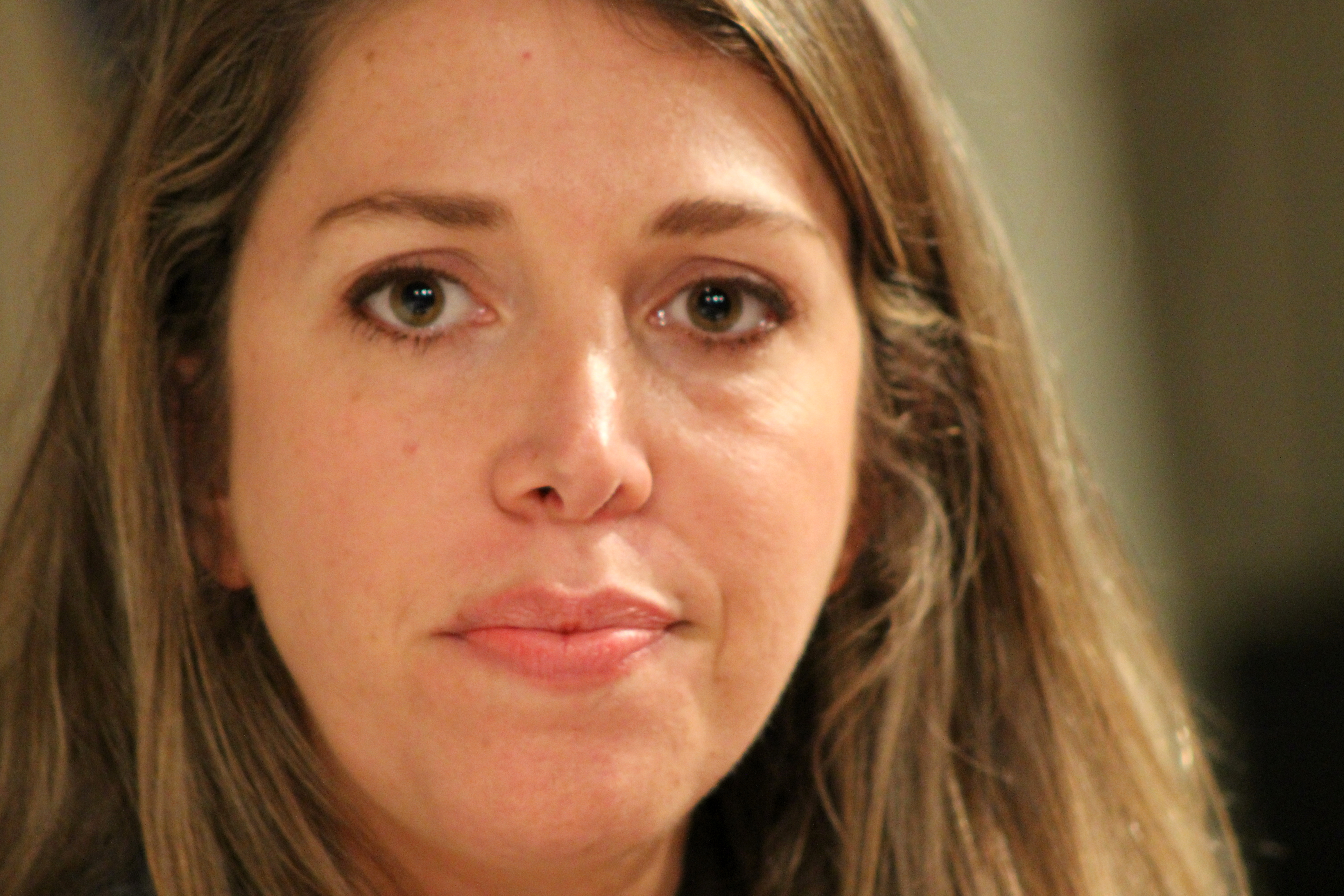
Zwyciężczyni sekcji "Międzynarodowy Tydzień Krytyki" Lucía Puenzo.

Złota Kamera za najlepszy debiut reżyserski
- Meduzy, reż. Etgar Keret i Szira Gefen
  - Wyróżnienie:  Control, reż. Anton Corbijn

Nagroda Główna w sekcji "Międzynarodowy Tydzień Krytyki"
- XXY, reż. Lucía Puenzo

Nagroda Główna w sekcji "Quinzaine des Réalisateurs" – CICAE Award
- Stacja benzynowa, reż. Lenny Abrahamson

Nagroda FIPRESCI
- Konkurs główny:  4 miesiące, 3 tygodnie i 2 dni, reż. Cristian Mungiu
- Sekcja "Un Certain Regard":  Przyjeżdża orkiestra, reż. Eran Kolirin
- Sekcja "Quinzaine des Réalisateurs":  Na imię ma Sabine, reż. Sandrine Bonnaire

Nagroda Jury Ekumenicznego
- Na krawędzi nieba, reż. Fatih Akın

Nagroda Vulcan dla artysty technicznego
- Janusz Kamiński za zdjęcia do filmu Motyl i skafander

Nagroda Młodych
- Przyjeżdża orkiestra, reż. Eran Kolirin

Nagroda im. François Chalais dla filmu propagującego znaczenie dziennikarstwa
- Cena odwagi, reż. Michael Winterbottom

Nagroda Palm Dog dla najlepszego psiego występu na festiwalu
- Psi gang, reż. Pantham Thongsangl i Somkait Vituranich
- Persepolis, reż. Marjane Satrapi i Vincent Paronnaud

Honorowa Złota Palma za całokształt twórczości
- Jane Fonda